# 布市站

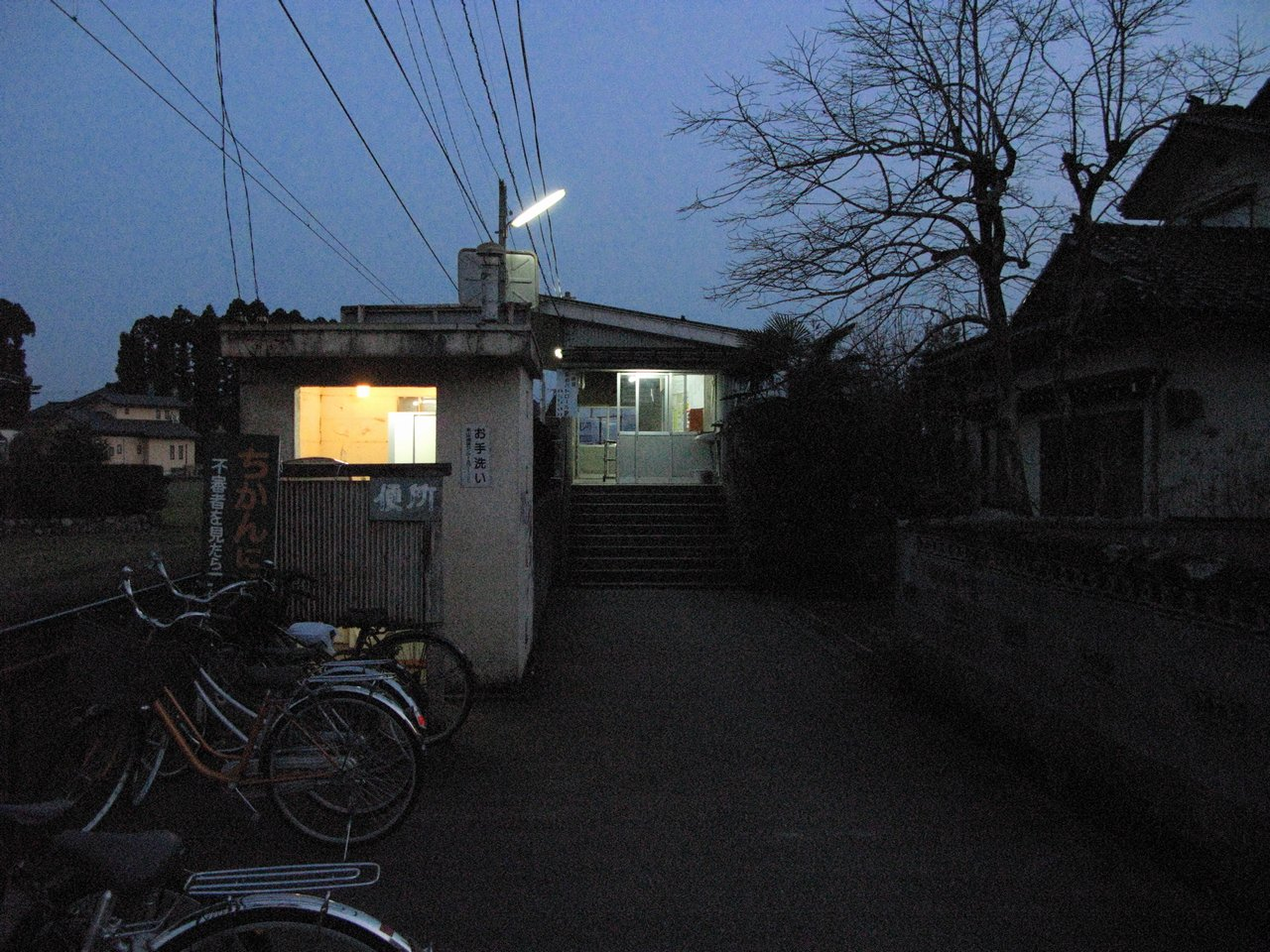
晚間的布市站及前端的簡易式洗手間。（2008年3月）

布市站（日语：／ Nunoichi eki */?）是隸屬於富山地方鐵道的鐵路車站，座落於富山縣富山市，車站鄰近北陸自動車道，亦與富山縣道43號並行，現時為無人站，過往曾是附近高校及高專學生所選用的車站，但當鄰近0.5公里新設了小杉站後，學生轉移至該站上落，令本站的人數有明顯的減少，但因車站周圍有較疏散、但散佈較廣的低密度住宅區，縱然減少了學生客源，但每天仍維持有百多人的乘客量。

## 車站結構
設有木建成的單層站舍1座，相比開發站的站舍，本站的站舍類近簡易式站舍，因站舍建於月台之上，外貌與建於月台上的候車小屋類近，但由於舍內設有已棄用的售票窗口及站務室，因此仍具備站舍的功能。從路面沿樓梯而上，可到達站舍入口，進入後即為原售票櫃位及閘口，櫃位現時已被木板所圍封，同時裝設了乘車整理劵列印機。通過閘口後，其餘部份均為候車室範圍，並備有另外的出口通往月台。
只設有側式月台1座，為列車不能交換車站，列車到站時，往電鐵富山方向為左側上落；往岩峅寺方向為右側上落。

### 月台配置
| 路線    | 方向 | 目的地       | 備註 |
| ------- | ---- | ------------ | ---- |
| ■上瀧線 | 上行 | 電鐵富山方向 |      |
| ■上瀧線 | 下行 | 岩峅寺方向   |      |

## 歷史
- 1921年4月25日：隨富山縣營鐵道投入服務而開業。
- 1943年1月1日：富山縣內各鐵道公司整合，併入富山地方鐵道內。

## 利用人數
| 乘車人員推算 | 乘車人員推算 | 乘車人員推算 |
| 年度         | 1日平均人數  |              |
| ------------ | ------------ | ------------ |
| 2004年       | 121          |              |
| 2005年       | 118          |              |
| 2006年       | 115          |              |
| 2007年       | 117          |              |
| 2008年       | 109          |              |
| 2009年       | 102          |              |
| 2010年       | 111          |              |
| 2011年       | 114          |              |

## 相鄰車站
富山地方鐵道
■上瀧線
小杉（T64）－布市（T65）－開發（T66）

## 外部連結
- 富山地方鐵道布市站公式網頁。 （页面存档备份，存于）（日語）